# Shen Duo
Shen Duo (沈铎T, Shēn DuōP; Liyang, 9 giugno 1997) è una nuotatrice cinese.

## Carriera
Specializzata nello stile libero, è passata alla cronaca ai Giochi Olimpici giovanili di Nanchino 2014, dove ha conquistato quattro medaglie d'oro.

## Palmarès
- Mondiali:

Kazan' 2015: oro nella 4x100m misti e bronzo nella 4x200m sl.
Budapest 2017: argento nella 4x200m sl.
- Mondiali in vasca corta

Doha 2014: argento nella 4x200m sl.
- Giochi asiatici:

Incheon 2014: oro nei 100m sl, nei 200m sl, nella 4x100m sl e nella 4x200m sl.
Giacarta 2018: oro nella 4x200m sl.
- Campionati asiatici

Tokyo 2016: oro nei 200m sl, nella 4x100m sl e nella 4x200m sl e bronzo nei 100m sl.
- Olimpiadi giovanili

Nanchino 2014: oro nei 100m sl, nei 200m sl, nella 4x100m sl, nella 4x100m misti e nella 4x100m sl mista.